# باي باك (2020)
بايباك 2020 (بالإنجليزية: Payback)‏ هو عرض مصارعة محترفة من فئة الدفع مقابل المشاهدة وهو العرض السادس من سلسلة عروض البايباك وأول عرض منذ عرض 2017. تم عرضه في 30 أغسطس 2020 وهو العرض الأول من عروض بايباك بلا جمهور بسبب جائحة كوفيد-19.

## وصلات خارجية
- الموقع الرسمي